# Bajofondo
Bajofondo (anteriormente conhecido como Bajo Fondo Tango Club) é um grupo formado por vários músicos contemporâneos argentinos e uruguaios. Este grupo aproxima-se de outros projetos de tango eletrônico, como o Gotan Project. Ficaram conhecido no Brasil com a novela A Favorita, que tinha como trilha de abertura a canção "Pa' Bailar" e "Infiltrado", tema da vilã Carminha da novela  Avenida Brasil.

## Formação
- Gustavo Santaolalla (vencedor de dois Óscar de melhor trilha sonora original): guitarra, percussão, compositor, produtor
- Juan Campodónico: compositor, produtor, programação, DJ
- Luciano Supervielle: piano, compositor, scratches, programação, DJ
- Martín Ferres: bandoneón
- Javier Casalla: violino
- Gabriel Casacuberta: contrabaixo
- Verónica Loza: vozes, VJ

## Discografia
- Bajofondo Tango Club (2002)
- Supervielle (2004)
- Bajofondo Remixed (2005)
- Mar Dulce (2007)
- Pa' Bailar (2007)
- Presente (2013)

Álbuns relacionados
- Bajofondo presenta Supervielle (2004)
- Bajofondo presenta Santullo (2009)

DVD
- Supervielle en el Solís (2006)

## Prêmios
- Grammy Latino de melhor álbum pop instrumental em 2003, com o  epônimo Bajofondo Tango Club. Ainda que predominantemente instrumental, neste álbum há trechos com gravações mais antigas de Susana Rinaldi e Roberto Goyeneche mixados com as vozes modernas de Cristobal Repetto e Adriana Varela. Tudo isto com instrumentos tradicionais mixados com música eletrônica.

## Outras bandas de tango electrônico
- Gotan Project
- Tanghetto